# Myrmeleon (Myrmeleon) nigratus
Myrmeleon (Myrmeleon) nigratus is een insect uit de familie van de mierenleeuwen (Myrmeleontidae), die tot de orde netvleugeligen (Neuroptera) behoort. 
Myrmeleon (Myrmeleon) nigratus is voor het eerst wetenschappelijk beschreven door Navás in 1918.